# ويليام هنري هاريسون هارت
ويليام هنري هاريسون هارت (بالإنجليزية: William Henry Harrison Hart)‏ هو محامي أمريكي، ولد في 30 أكتوبر 1857 في يوفولا في الولايات المتحدة، وتوفي في 6 يناير 1934 في بروكلين في الولايات المتحدة.